# Усек (приток Или)
Усек (каз. Осек) — река в Панфиловском районе Жетысуской области республики Казахстан. Приток реки Или. Длина реки составляет 164 км, площадь водосборного бассейна 1970 км².
Берёт начало на южном склоне хребта Джунгарский Алатау с ледников хребтов Токсанбай и Тышкан. Складывается из притоков — Большой Усек, Средний Усек и Малый Усек и течёт в южном направлении к руслу реки Или. Питание снеговое, дождевое, подземное. В верхнем и среднем течении горная река.
По выходе из гор русло Усека пересекает несколько растущих антиклинальных структур. Высота хорошо развитых террас по берегам реки при этом изменяется от нескольких метров на равнине до 180 метров в межгорных впадинах и до 300 метров в предгорьях. При выходе из гор на предгорную равнину Усек образует хорошо выраженные конусы выноса площадью несколько десятков квадратных километров. Река селеопасна. Как и воды других, более мелких рек региона (Борохудзир и Тышкан), воды Усека, выходя из гор, разбираются на орошение, хозяйственные нужды города Жаркент, теряются в результате просачивания в собственных отложениях, вызывая сильное заболачивание, а их остатки наполняют озеро Усек. Ниже озера воды реки текут в западном направлении по болотистой местности урочища Омбе. Усек впадает в реку Или в 14 км к юго-западу от посёлка Сарыпылдак.
Средний расход воды 15,5 м³/с (у а. Талды). Пойма используется как пастбище.

## Туризм
Долина реки была одним из первых туристических объектов в Джунагарском Алатау. Первая спортивная экспедиция была организована в 1960 году Казахстанским Республиканским Клубом альпинистов. Во время экспедиции группы покорили и исследовали 35 вершин и 12 перевалов хребта Токсанбай и Тышкантау в долине реки Усек.